# Streptomyces noursei
Streptomyces noursei Brown et al., 1953 è un batterio Gram-positivo appartenente al genere Streptomyces. In questo batterio è stata isolata la nistatina, farmaco antimicotico dalla struttura polienica.